# Aleksandr Balandin
Aleksandr Nikolajevitsj Balandin (Russisch: Александр Николаевич Баландин) (Frjazino, 30 juli 1953) is een Russisch voormalig ruimtevaarder. In 1990 verbleef hij 179 dagen aan boord van het ruimtestation Mir. Tijdens zijn missie maakte hij twee ruimtewandelingen.
In 1978 werd Balandin geselecteerd als astronaut door de Russische ruimtevaartorganisatie Roskosmos. Balandin’s eerste en enige ruimtevlucht was Sojoez TM-9 en vond plaats op 11 februari 1990. Het was de negende Russische expeditie naar het ruimtestation Mir en maakte deel uit van het Sojoez-programma. Hij ging in 1994 als astronaut met pensioen.
Balandin ontving meerdere onderscheidingen en titels, waaronder Held van de Sovjet-Unie, de Medaille van verdienste voor ruimteonderzoek en de Leninorde. 